# Trap After Death
Trap After Death – trzeci album studyjny polskiego trapera Young Multi, wydany 6 grudnia 2019 przez własną oficynę muzyka, a dystrybuowany przez My Music. Płyta zadebiutowała w zestawieniu OLiS na czwartym miejscu.

## Lista utworów
Opracowano na podstawie materiału źródłowego.
1. 9 żyć
2. Skate 3
3. Torba
4. Modelki (gościnnie: Aleshen)
5. Trotyl
6. Trap Forteca (gościnnie: Simpson)
7. Fck Fame (gościnnie: A.M, Skengdo)
8. Fake Freestyle
9. Drip (gościnnie: Co Cash)
10. Tsunami
11. 10K (gościnnie: Matiskater)
12. K4FLE! (gościnnie: Żabson)